# Thelarche
Die Thelarche (altgriechisch von thele für „Brustwarze“; und arche für „Anfang“ oder „Ursprung“) ist der Beginn der allmählichen Entwicklung der weiblichen Brustdrüse in der Pubertät. Genauer versteht man darunter den Beginn der in der Regel schon vor der Pubertät unter Einwirkung eines zunehmenden Östrogen-Spiegels auftretenden, langsam und kontinuierlich verlaufenden Entwicklung der weiblichen Brust. Oft versteht man unter diesem Begriff nicht einen präzisen Zeitpunkt, sondern eine erste Zeitspanne oder einen ersten Ablauf am Anfang einer länger andauernden Entwicklung.

## Physiologie
In den wirtschaftlich gut entwickelten Ländern beginnen heutzutage bei gesunden und wohlernährten Mädchen ab einem Alter von acht oder neun Jahren die Eierstöcke schon vor der eigentlichen Pubertät, unter Ansteigen der Gonadotropinkonzentration im Blut, langsam und kontinuierlich vermehrt Östrogene herzustellen und ebenfalls in das Blut abzusondern. Dieser Geschlechtshormonanstieg löst dann den Beginn der Brustentwicklung wie auch den Reifungsbeginn der Gebärmutter und der Scheide aus. Die Ausbildung weiblicher Proportionen und die Regulation der Menstruationszyklen ist ebenfalls von Östrogenen abhängig. Andererseits werden in den Nebennieren der Mädchen Androgene hergestellt, die das Längenwachstum und das Ausbilden der Schamhaare anregen (Pubarche) und später auch für das Auftreten der Achselbehaarung und gegebenenfalls weiterer Körperbehaarung verantwortlich sind.